# Pofonadás 2: A pofon visszaüt (Így jártam anyátokkal)
A Pofonadás 2: A pofon visszaüt (Slapsgiving 2: Revenge of the Slap) az Így jártam anyátokkal című amerikai televíziós sorozat ötödik évadának kilencedik epizódja. Eredetileg 2009. november 23-án mutatták meg, míg Magyarországon 2010. október 18-án.
Ebben az epizódban Lily apja megjelenik a 2009-es Hálaadás alkalmából, ami komoly feszültségeket szül. Eközben sor kerülhet a pofogadás negyedik pofonjára, amit Marshall továbbajándékoz – a kérdés csak az, hogy kire.

## Cselekmény
Jövőbeli Ted felidézi 2009 Hálaadását, amikor is Marshall egy csodaszép pulykát szerzett a vacsorához, de elvesztette azt. Ted és Robin megkeresték neki és el is hozták, amiért hálából Marshall rájuk hagyományozza a pofogadás következő pofonját. Egymás közt kell eldönteniük, ki pofozhatja meg Barneyt, éspedig naplemente előtt.
Váratlanul megjelenik Mickey, Lily apja, akivel a kapcsolata finoman szólva sem felhőtlen. Miután elvált Lily anyjától, hazaköltözött a szüleihez, akiket kihasznál, és jobbára abból él, hogy bizarr társasjátékokat tervez. Marshall szerint Lily a "számomra halott vagy" nézéssel néz Mickeyre, ami általában nem egy komoly dolog, de Lily nem beszélt az apjával már három éve. Marshall, aki egy szerető és összetartó családban nőtt fel, próbálja elérni, hogy engedjék be Mickeyt, sikertelenül. Marshall mégis úgy dönt, hogy az asztalnál a helye, mire Lily dühösen távozik. Míg várják a visszatérését, Mickey egyik társasjátékával játszanak, ami beszennyezi a frissen sült pulykát. Marshall ezen feldühödik, elzavarja Mickeyt, és Lily után ered.
Mr. Park üzleténél találja őt meg. Lily korábban a "számomra halott vagy" nézéssel nézett Mr. Parkra, mert az egyszer becsapta a kávéval. De most, hogy Mr. Park tényleg meghalt, Lily elkeseredik. Rájön, hogy mit jelentene, ha tényleg meghalna az apja, ezért visszatér a vacsorára.
Eközben Ted és Robin azt akarják eldönteni, ki pofozza fel Barneyt. Eleinte játékosan feldícsérik egymást, majd elkezdenek vitatkozni. Barney persze igyekszik elnyújtani a vitájukat, hiszen naplemente után már nem pofozhatnak. Végül Robin Tednek adja a pofont azzal, hogy megérdemli, mert otthagyták az oltárnál. Ted visszaadja neki azzal, hogy megbékült a közte és Barney közt fennálló kapcsolattal. Robin üdvözlésképpen átadja Mickeynek a jogot, aki továbbadja a lányának bocsánatkérésképpen. Lily nem tudja felpofozni Barneyt, ezért visszaadja Marshallnak, aki azon nyomban képen is vágja őt.
Az epizód végén egy reklám látható az Aldrin Játékgyár új társasjátékáról, a Pofogadásról.

## Kontinuitás
- Marshall pofonadásra írt dala, a "You Just Got Slapped" szól a Pofogadás társasjáték reklámja alatt.
- Lily ismét a "te aljas görény" kifejezést használja.
- Mickey először jelenik meg a sorozatban.

## Jövőbeli visszautalások
- A "számomra halott vagy" nézés felbukkan még a "Mosolyt!" című epizódban.

## Érdekességek
- Mickey állítása szerint nem volt ott Marshall és Lily esküvőjén, hiszen már 3 éve nem beszélt vele Lily. Csakhogy a "Valami kölcsönvett" című epizód tanúsága szerint ő fizette a hárfást. Ugyanebben a részben Lily fátyla tönkrement, mégis, a visszaemlékezésben megvan.
- A Lily apját játszó Chris Elliott mindössze 13 évvel idősebb a Lilyt játszó Alyson Hannigannél.
- Az epizód eredeti címe "Lily apja" volt, amit a sugárzás előtt megváltoztattak.

## Vendégszereplők
- Chris Elliott - Mickey Aldrin
- Christina Pickles - Rita Aldrin
- Jack Walsh - Morris Aldrin
- Bill Fagerbakke - Marvin Eriksen Sr.
- Suzie Plakson - Judy Eriksen
- Robert Michael Ryan - Marvin Eriksen Jr.
- Ned Rolsma - Marcus Eriksen
- Greg Lewis - Mr. Ossias
- Charles Rahi Chun - Mr. Park
- Jonathan Morgan Heit - 1. fiú
- Dennis W. Hall - Leopold
- Piper Mackenzie Harris - tizenegy éves Lily
- Marion Kerr - Whitney
- Doris Jung Usui - koreai nő
- Krystal Marshall - koszorúslány
- Tyffanee C. Smith - lány a bérban